# Naomi Mégroz
Naomi Mégroz (* 6. August 1998 in Greifensee) ist eine Schweizer Fussballspielerin. Sie spielt zumeist als rechte Aussenverteidigerin, aber auch im linken Mittelfeld. Sie steht beim FC Zürich Frauen unter Vertrag. Von 2019 bis 2021 spielte sie für den SC Freiburg in der Frauen-Bundesliga.

## Karriere

### Vereine
Mégroz begann beim FC Greifensee mit dem Fussballspielen und praktizierte bis zum sechsten Altersjahr parallel noch Leichtathletik. Mit elf Jahren wechselte sie zum FC Schwerzenbach. Im März 2010 wechselte sie zum Grasshopper Club Zürich, wo sie bis 2015 spielte. Ihr erstes Spiel in der Nationalliga A der Frauen bestritt sie kurz nach ihrem 16. Geburtstag am 24. September 2014 gegen den BSC Young Boys. Es folgte ein sechsmonatiges Engagement beim FC Luzern, wo sie sich am 30. August 2015 in einem Cupspiel einen Kreuzbandriss zuzog. Danach wechselte sie zu den FC Zürich Frauen, mit denen sie zweimal das Double gewann und in der UEFA Women’s Champions League 2016/17 die Qualifikationsrunde mit drei Siegen überstand, im Sechzehntelfinal SK Sturm Graz, dann aber im Achtelfinal mit 0:8 und 0:9 an Titelverteidiger Olympique Lyon scheiterte. Für die UEFA Women’s Champions League 2018/19 waren sie direkt für den Sechzehntelfinal qualifiziert, wo sie den finnischen Meister FC Honka Espoo ausschalteten. Im Achtelfinal war dann wieder Endstation, diesmal gegen den deutschen Vizemeister FC Bayern München. Zur Saison 2019/20 wechselte sie zum SC Freiburg. Für diesen Verein bestritt sie 25 Bundesligaspiele sowie drei Cupspiele und schoss dabei insgesamt fünf Tore. Auf die Saison 2021/22 hin wechselte sie wieder zum FC Zürich zurück.

### Nationalmannschaften
Mégroz nahm mit der U-17-Mannschaft an der U-17-Fussball-Europameisterschaft der Frauen 2015 teil, bei der sie den zweiten Platz belegten. Dabei konnten sie im Halbfinal Titelverteidiger Deutschland ausschalten. Im mit 2:5 gegen Spanien verlorenen Final gehörte sie zu den zwei Schweizer Spielerinnen, denen Eigentore unterliefen. Mit der U-19-Mannschaft nahm sie an der U-19-Fussball-Europameisterschaft der Frauen 2016 teil, wo sie im Halbfinal gegen den späteren Sieger Frankreich ausschieden. Im Oktober 2016 nahm sie dann auch noch an der ersten Qualifikationsrunde zur U-19-Fussball-Europameisterschaft der Frauen 2017 teil und konnte sich mit ihrer Mannschaft als bester Gruppenzweiter für die Eliterunde qualifizieren. In dieser schieden sie ohne ihre Teilnahme aus.
Am 1. März 2017 wurde sie beim ersten Spiel des Zypern-Cups 2017 in der Schlussviertelstunde zu ihrem ersten A-Länderspiel eingewechselt, musste aber 16 Minuten später wieder ausgewechselt werden. Es blieb ihr einziger Einsatz beim Turnier, das die Schweizerinnen erstmals gewinnen konnten. Ihren nächsten Einsatz hatte sie aufgrund eines im März 2017 zugezogenen zweiten Kreuzbandrisses erst 17 Monate später beim vorletzten Spiel der Qualifikation für die Fussball-Weltmeisterschaft der Frauen 2019 gegen Schottland. Durch eine 1:2-Niederlage und ein anschliessendes torloses Remis gegen Polen, bei dem sie nicht eingesetzt wurde, verpassten die Schweizerinnen die direkte Qualifikation für die WM-Endrunde. In den Playoffs der Gruppenzweiten hatte sie zwei Kurzeinsätze gegen Europameister Niederlande, gegen die letztlich die Qualifikation endgültig misslang. Im Frühling 2019 hatte sie zwei Einsätze beim Algarve-Cup 2019 und spielte im mit 0:2 gegen Spanien verlorenen Spiel um Platz 7 erstmals über 90 Minuten. Am 6. März 2020 erzielte sie beim 1:1 im ersten von zwei Freundschaftsspielen gegen Österreich ihr erstes Länderspieltor.

## Erfolge
- Schweizer Meisterin 2017/18, 2018/19, 2021/22, 2022/23
- Schweizer Cupsiegerin 2017/18, 2018/19, 2021/22, 2024/25
- U-17-Vizeeuropameisterin 2015